# Chinese Democracy
Cet article a pour sujet un album musical. Pour le mouvement politique,  voir Mouvement démocratique chinois.
Pour l’article homonyme, voir Chinese Democracy (chanson).
 (août 2015).
Albums de Guns N' Roses
Greatest Hits
(2004)
Singles
1. Chinese Democracy
Sortie : 22 octobre 2008

Chinese Democracy est le sixième album studio du groupe de hard rock américain Guns N' Roses. Il est sorti le 23 novembre 2008 sur le label Geffen Records. Il vient après l'album de reprises The Spaghetti Incident?, sorti en 1993, également le 23 novembre, soit exactement 15 ans plus tôt, et marque leur retour avec des chansons originales, faisant suite aux albums Use Your Illusion I et Use Your Illusion II, sortis simultanément en 1991.
Il a subi un long processus d’enregistrement, retardé par des problèmes de personnel et juridiques et le perfectionnisme du chanteur Axl Rose. C'est leur premier album à ne pas présenter le producteur de longue date Mike Clink. L'album a été produit par Rose et coproduit par Caram Costanzo dans le travail final.
Au milieu des années 1990, au milieu de différences créatives et personnelles, les guitaristes Slash et Gilby Clarke, le bassiste Duff McKagan et le batteur Matt Sorum s’étaient tous quittés. Il ne reste que Rose et le claviériste Dizzy Reed. En 1997, ils commencent à travailler sur l’album avec les guitaristes Robin Finck et Paul Tobias, le bassiste Tommy Stinson, le batteur Josh Freese et le claviériste Chris Pitman. La formation change plusieurs fois, incorporant les guitaristes Buckethead, Richard Fortus et Ron « Bumblefoot » Thal et les batteurs Bryan « Brain » Mantia et Frank Ferrer. Les guitaristes Brian May et Dave Navarro, le chanteur Sebastian Bach, et des producteurs tels que Mike Clink, Youth, Sean Beavan, Eric Caudieux, Roy Thomas Baker et Caram Costanzo ont travaillé sur l'album dans 15 studios. Le groupe a enregistré des dizaines de chansons, et a suggéré qu’ils pourraient les sortir sur plusieurs albums.
L'album avait langui dans l'enfer du développement pendant huit ans. Geffen avait initialement prévu de sortir Chinese Democracy en 1999, il a été retardé et complètement réenregistré en 2000. Avec des coûts dépassant les 13 millions de dollars, il est devenu l'album rock le plus cher jamais produit, et Geffen stoppa son financement en 2005. Après avoir manqué une date de sortie pour mars 2007, il est finalement sorti en novembre 2008, en proie à des fuites et à des litiges juridiques.
Précédé par la chanson-titre en tant que single principal, Chinese Democracy débute à la troisième place du Billboard 200 et est certifié disque de platine aux États-Unis, le plaçant toutefois en deçà des attentes en matière de ventes dans ce pays. Il a reçu des critiques généralement favorables, a atteint le succès dans les charts internationaux et s’est vendu à plus d’un million d’exemplaires en Europe.

## Histoire
Les premières traces de la création de l'album date de 1997 environ, alors que l'ancien groupe s'était déjà dispersé et que la nouvelle incarnation du groupe prend progressivement forme. Il a évolué continuellement au cours des dix dernières années.
Axl Rose est le seul membre d'origine ayant participé à cet album. Le guitariste Slash a quitté la formation au milieu des années 1990. Duff et Matt Sorum suivent quelques mois plus tard, formant avec Slash, le guitariste Dave Kushner (ex-Wasted Youth) et l'ancien chanteur des Stone Temple Pilots Scott Weiland le groupe Velvet Revolver. Seul Dizzy Reed, le percussionniste / claviériste et pianiste reste fidèle à Rose. De la même manière, l'ex-guitariste rythmique Izzy Stradlin, même s'il n'a pas participé directement à la conception de cet album, n'a jamais perdu le contact avec son vieil ami d'enfance Axl.
En 2005, le New York Times publie un dossier sur ce qu'il nomme « l'album le plus cher jamais enregistré de tous les temps » : on parle de 20 millions de dollars pour sa conception (13 millions de Geffen Records plus 7 millions d'Axl Rose lui-même), de quatre producteurs (dont l'ex-producteur de Queen), de deux chefs d'orchestre (dont Marco Beltrami, compositeur des thèmes du film Terminator 3 : le soulèvement des machines) et d'une dizaine de musiciens ayant participé de près ou de loin la conception de cet album (dont Moby, Brian May de Queen ou encore Dave Navarro). En 1999, Brian May accorde une interview exclusive dans laquelle il affirme qu'Axl Rose est « l'un des derniers génies du monde de la musique ». La même année, Moby déclare avoir rendu visite à Axl Rose dans son studio d'enregistrement à Los Angeles et déclare avoir été impressionné par la qualité musicale des titres sur lesquels Axl était en train de travailler[réf. nécessaire].
En février 2006, des versions démos de certains titres de l'album apparaissent sur Internet, et d'autres apparaissent courant 2007. Les sources de ces fuites sont toujours à ce jour incertaines, il se pourrait que ces fuites viennent du management du groupe pour « tester » la réception des nouveaux titres auprès des fans. Les réactions positives encouragent le groupe à partir en tournée en Europe et aux États-Unis en mai 2006, faisant salles et stades combles. La tournée est un succès : plus d'un million de tickets de concert sont vendus. Le groupe repart en tournée en juin 2007 en Océanie, au Mexique et au Japon. Lors de ces tournées, plusieurs titres du futur album sont joués : Better, I.R.S., There Was a Time, Chinese Democracy, The Blues, Madagascar, Riad n' the Bedouins et Silkworms.
Le 18 juin 2008, trois nouveaux titres apparaissent sur Internet, cette fois en qualité studio : Riad n' The Bedouins, If The World et une chanson sans titre (qui est en fait Prostitute). Le 14 août, un nouveau titre sort discrètement sur la toile. Nommé Chicken Dinner pour passer inaperçu, il s'agit en fait de Shackler's Revenge, qui sortira officiellement un mois plus tard dans le jeu Rock Band 2. Il s'agit alors du premier titre commercialisé par les Guns N' Roses depuis Oh My God, sorti en 1999. Le 26 septembre, le management de Guns N' Roses fait écouter trois nouveaux morceaux à 900 employés de Best Buy : Chinese Democracy, If the World et There was a Time. Un enregistrement réalisé avec un PDA circule peu après sur Internet.
Le 22 octobre, le premier single de l'album, la chanson-titre Chinese Democracy, est diffusé sur les radios américaines, canadiennes et anglaises, puis en France le lendemain sur Ouï FM. Le même jour, la date de sortie américaine du 23 novembre est confirmée sur le site officiel du groupe, après 15 ans d'attente. Le 17 novembre sort le second single, Better.
Le MySpace officiel du groupe diffuse l'album en intégralité le 20 novembre[Quand ?].

## Critique
Le disque diffère des anciens albums de Guns N'Roses. Entre autres, les parties de guitares sont beaucoup plus inspirées par Frank Zappa que par Joe Perry qui lui est la référence de l'ancien guitariste Slash[réf. souhaitée].
Là ou les anciens albums revendiquaient des influences rock 'n' roll particulièrement énervées, Chinese Democracy utilise des sons et des rythmes plus proches du heavy metal.
Dans Rock & Folk, Philippe Manœuvre affirme : « Clairement, le résultat est titanesque, monstrueux, mégalithique. La grande Pyramide du rock, quelqu’un ? Ne cherchez pas plus loin... », et lui attribue la note de 4 étoiles.
Les ventes de l'album se révèlent décevantes, malgré une première semaine excellente, puisque la deuxième semaine enregistra une baisse de 78 %. En février 2009, 2,6 millions d'exemplaires ont été vendus. Un an plus tard, l'album s'est vendu à près d'un demi-million d'exemplaires en plus, soit environ 3 millions d'exemplaires en tout.

### Opinions des anciens membres du groupe
Slash a réagi positivement à la sortie du single, déclarant : « Cela semble cool. C’est bien d’entendre à nouveau la voix d’Axl ». Lorsque l’album est sorti, Slash a déclaré: « C’est un très bon disque. C’est très différent de ce à quoi ressemblait l’original Guns N ' Roses, mais c’est une excellente expression d’Axl... C’est un disque que les Guns N’ Roses originaux n’ont jamais pu faire. Et en même temps, cela vous montre à quel point Axl est brillant. » Il a par la suite déclaré que l’album était « exactement ce que je pensais qu’il ressemblerait », avec de nombreux synthétiseurs et augmentations numériques. Après avoir rejoint le groupe pour la tournée Not in This Lifetime en 2016, Slash a complimenté les parties de guitare de Buckethead et a parlé de l’album dans une interview de 2018, déclarant : « Vous savez, c’est très différent. C’est vraiment cool, mais il a été interprété par des guitaristes qui sont très différents de moi, en termes de style....et je rends crédit qui est dû - les guitaristes qui ont joué sur Chinese Democracy, Buckethead étant l’un des principaux - sont des putains de guitaristes incroyables. »
Peu de temps après sa sortie, Izzy Stradlin a déclaré : « J’ai écouté quelques morceaux du disque et je les ai appréciés » et « J’aime ce que j’ai entendu »,. Steven Adler, lorsqu’on lui a demandé s’il aimait l’album, a répondu : « Pas un seul morceau. Je n’ai pas reconnu la voix d’Axl dessus. Il y a des parties occasionnelles où il fait son cri fort, mais je ne savais même pas que c’était lui. » Gilby Clarke a déclaré : « Je pense que c’est un très bon dossier —... Connaissant [la] direction dans laquelle il voulait emmener le groupe, je pense qu’il a fait mouche; Je pense qu’il a fait un excellent travail ». Duff McKagan a fait l’éloge de l’album, disant « Axl sonne incroyable » et « Je pense qu’Axl a finalement fait l’enregistrement qu’il a toujours voulu ». Le guitariste des Early Guns N' Roses, Tracii Guns, a déclaré qu'il pensait que c’était « trop indulgent, stérile et pas si excitant ».

### Censure en République populaire de Chine
L'album est interdit en Chine, selon certaines sources, en raison de la critique présumée dans sa chanson Chinese Democracy concernant le Gouvernement de la République populaire de Chine et d'une référence au Falun Gong. Le gouvernement communiste a déclaré par l'intermédiaire d'un journal contrôlé par l'état que l'album rock « fait partie d'un stratagème de l’Occident pour dominer le monde en utilisant la démocratie comme subterfuge »,.

## Liste des titres
- Tous les textes sont signés par W. Axl Rose
- Madagascar contient des extraits de discours de Martin Luther King Jr.
- Street of Dreams servira de générique de fin du film Mensonges d'État de Ridley Scott (non crédité).

| No  | Titre                | Musique                                                          | Durée |
| --- | -------------------- | ---------------------------------------------------------------- | ----- |
| 1.  | Chinese Democracy    | Rose, Josh Freese                                                | 4:43  |
| 2.  | Shackler's Revenge   | Rose, Brian Carroll, Caram Costanzo, Bryan Mantia, Peter Scaturo | 3:36  |
| 3.  | Better               | Rose, Robin Finck                                                | 4:58  |
| 4.  | Street of Dreams     | Rose, Tommy Stinson, Dizzy Reed                                  | 4:46  |
| 5.  | If the World         | Rose, Chris Pitman                                               | 4:54  |
| 6.  | There Was a Time     | Rose, Paul Tobias                                                | 6:41  |
| 7.  | Catcher In the Rye   | Rose, Tobias                                                     | 5:52  |
| 8.  | Scraped              | Rose, Carroll, Costanzo                                          | 3:30  |
| 9.  | Riad n' the Bedouins | Rose, Stinson                                                    | 4:10  |
| 10. | Sorry                | Rose, Carroll, Mantia, Scaturo                                   | 6:14  |
| 11. | I.R.S.               | Rose, Tobias, Reed                                               | 4:28  |
| 12. | Madagascar           | Rose, Pitman                                                     | 5:37  |
| 13. | This I Love          | Rose                                                             | 5:34  |
| 14. | Prostitute           | Rose, Tobias                                                     | 6:15  |

## Musiciens
- Axl Rose : chant, claviers (1, 6, 13), piano (7, 13, 14), synthétiseurs (6, 12, 13), guitare (6, 12), samples (12)
- Robin Finck : guitares (tous les titres), solo de guitare (1, 3, 4, 6, 7, 11), guitare acoustique (10), claviers (3, 5)
- Buckethead : guitares (tous les titres sauf 7 & 13), solo de guitare (1, 3, 4, 5, 6, 8, 9, 10, 11, 12, 14) , guitare acoustique (5)
- Richard Fortus : guitares (1, 3, 4, 6 & 14)
- Ron "Bumblefoot" Thal : guitares (tous les titres), solo de guitare (2, 7, 8, 9)
- Tommy Stinson : basse  (tous les titres sauf 5), chœurs  (1, 3, 4, 6 & 9)
- Dizzy Reed : piano (4, 5) , claviers (1, 2, 3, 4, 6, 7, 8, 9, 11, 14), synthétiseurs (6, 13, 14), percussions, chœurs (1, 3, 4, 6,, 9)
- Chris Pitman : claviers (1, 5, 6, 7, 8, 12, 13), synthétiseurs (4, 5, 6, 13, 14), Sub bass (tous les titres), guitare 12 cordes (5), basse (6, 12), chœurs (3, 6), programmation batterie (5, 6, 12)
- Paul Tobias: piano (6)
- Pete Scaturo: claviers (10)
- Frank Ferrer : batterie (1, 5, 6, 11)
- "Brain" : batterie (tous les titres sauf 1), programmation batterie (11)
- Sebastian Bach: chœurs (10)
- Suzy Katayama: Cor d'harmonie (12)
- Patti Hood: harmonica (13)

## Charts et certifications

### Album
| Pays                                        | Durée du classement | Meilleur classement |
| ------------------------------------------- | ------------------- | ------------------- |
| Allemagne                                   | 14 semaines         | 2e                  |
| Australie                                   | 9 semaines          | 3e                  |
| Autriche                                    | 14 semaines         | 3e                  |
| Belgique (W)                                | 13 semaines         | 19e                 |
| Belgique (V)                                | 12 semaines         | 4e                  |
| Canada                                      | 8 semaines          | 1er                 |
| Danemark                                    | 8 semaines          | 6e                  |
| Espagne                                     | 15 semaines         | 8e                  |
| États-Unis (Billboard 200)                  | 16 semaines         | 3e                  |
| États-Unis (Billboard Top Hard Rock Albums) | 15 semaines         | 1er                 |
| États-Unis (Billboard Top Rock Albums)      | 8 semaines          | 1er                 |
| Finlande                                    | 30 semaines         | 1er                 |
| France                                      | 18 semaines         | 10e                 |
| Italie                                      | 18 semaines         | 3e                  |
| Norvège                                     | 8 semaines          | 2e                  |
| Nouvelle-Zélande                            | 10 semaines         | 1er                 |
| Pays-Bas                                    | 11 semaines         | 4e                  |
| Portugal                                    | 2 semaines          | 9e                  |
| Royaume-Uni (UK Albums Chart)               | 12 semaines         | 2e                  |
| Royaume-Uni (UK Rock and Metal Chart)       | -                   | 1er                 |
| Suède                                       | 12 semaines         | 4e                  |
| Suisse                                      | 13 semaines         | 1er                 |

| Pays        | Certification | Ventes      | Date       |
| ----------- | ------------- | ----------- | ---------- |
| Allemagne   | Or            | 100 000 +   | 2008       |
| Australie   | Platine       | 70 000 +    | 2008       |
| Belgique    | Or            | 20 000 +    | 12/12/2008 |
| États-Unis  | Platine       | 1 000 000 + | 03/02/2009 |
| Italie      | Or            | 25 000 +    | 2014       |
| Royaume-Uni | Platine       | 300 000 +   | 22/07/2013 |

Charts singles
| Année | Single            | Chart                   | Durée du classement | Position |
| ----- | ----------------- | ----------------------- | ------------------- | -------- |
| 2008  | Chinese Democracy | Hot 100                 | 3 semaines          | 34e      |
| 2008  | Chinese Democracy | Mainstream Rock Tracks  | 16 semaines         | 5e       |
| 2008  | Chinese Democracy | Alternative Songs       | 7 semaines          | 24e      |
| 2008  | Chinese Democracy | UK Singles Chart        | 4 semaines          | 27e      |
| 2008  | Chinese Democracy | Canadian Hot 100        | 12 semaines         | 10e      |
| 2008  | Chinese Democracy | Single Top 100          | 5 semaines          | 38e      |
| 2008  | Chinese Democracy | Ö3 Austria Top 40       | 5 semaines          | 26e      |
| 2008  | Chinese Democracy | (W) Ultratop            | 1 semaine           | 32e      |
| 2008  | Chinese Democracy | (V) Ultratop            | 2 semaines          | 27e      |
| 2008  | Chinese Democracy | Track Top-40            | 1 semaine           | 23e      |
| 2008  | Chinese Democracy | Suomen virallinen lista | 2 semaines          | 3e       |
| 2008  | Chinese Democracy | Top 100                 | 2 semaines          | 77e      |
| 2008  | Chinese Democracy | FIMI                    | 1 semaine           | 7e       |
| 2008  | Chinese Democracy | VG-lista                | 3 semaines          | 1er      |
| 2008  | Chinese Democracy | RMNZ Singles Top40      | 2 semaines          | 27e      |
| 2008  | Chinese Democracy | Mega Top 50             | 3 semaines          | 15e      |
| 2008  | Chinese Democracy | Sverigetopplistan       | 5 semaines          | 3e       |
| 2008  | Chinese Democracy | Schweizer Hitparade     | 6 semaines          | 11e      |
| 2008  | Better            | Mainstream Rock Tracks  | 14 semaines         | 18e      |